# بادي مولوني
بادي مولوني (بالإنجليزية: Paddy Moloney)‏ هو منتج أسطوانات وموسيقي أيرلندي، ولد في 1 أغسطس 1938 في دبلن في جمهورية أيرلندا.

## وصلات خارجية
- بادي مولوني على موقع IMDb (الإنجليزية)
- بادي مولوني على موقع ميوزك برينز (الإنجليزية)
- بادي مولوني على موقع أول ميوزيك (الإنجليزية)
- بادي مولوني على موقع ديسكوغز (الإنجليزية)